# Pogonomyrmex laevinodis
Pogonomyrmex laevinodis är en myrart som beskrevs av Roy R. Snelling 1982. Pogonomyrmex laevinodis ingår i släktet Pogonomyrmex och familjen myror. Inga underarter finns listade i Catalogue of Life.

## Bildgalleri

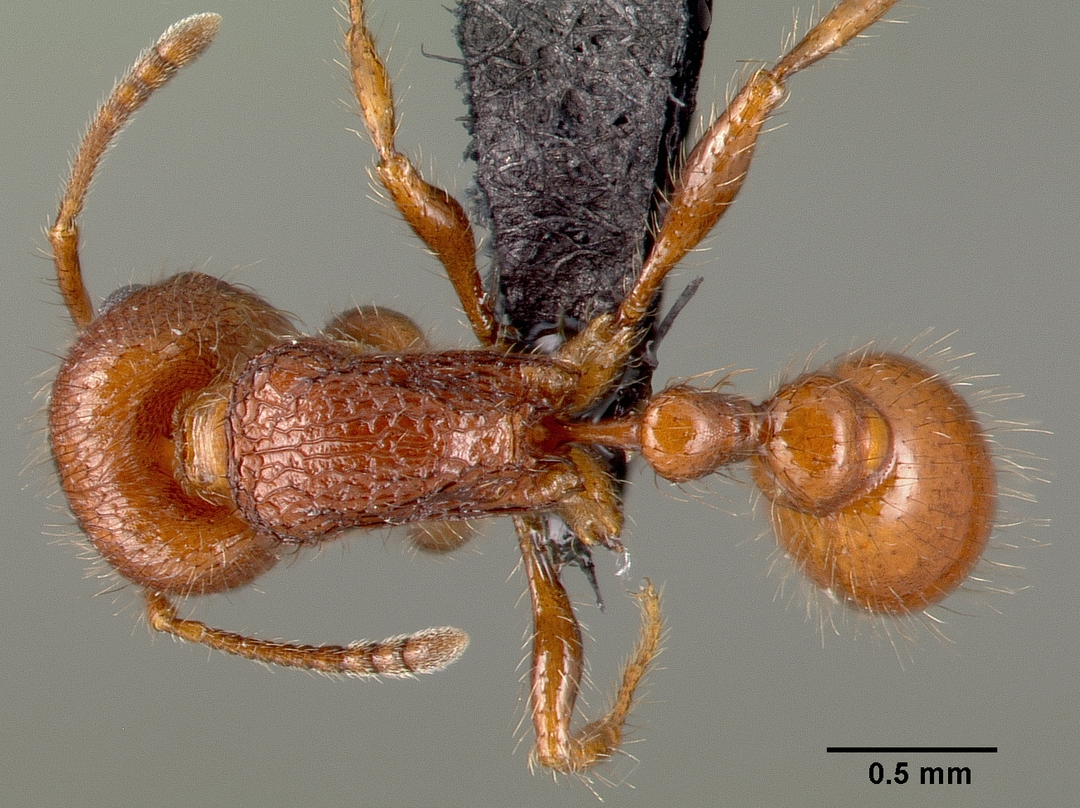
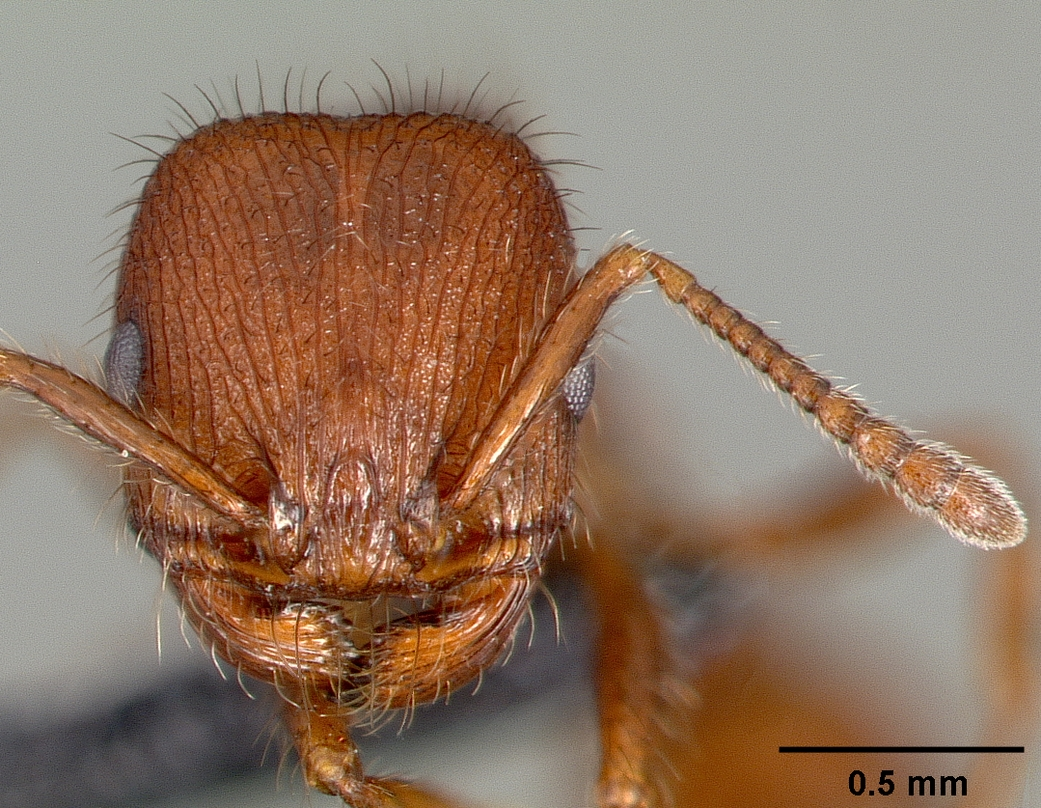
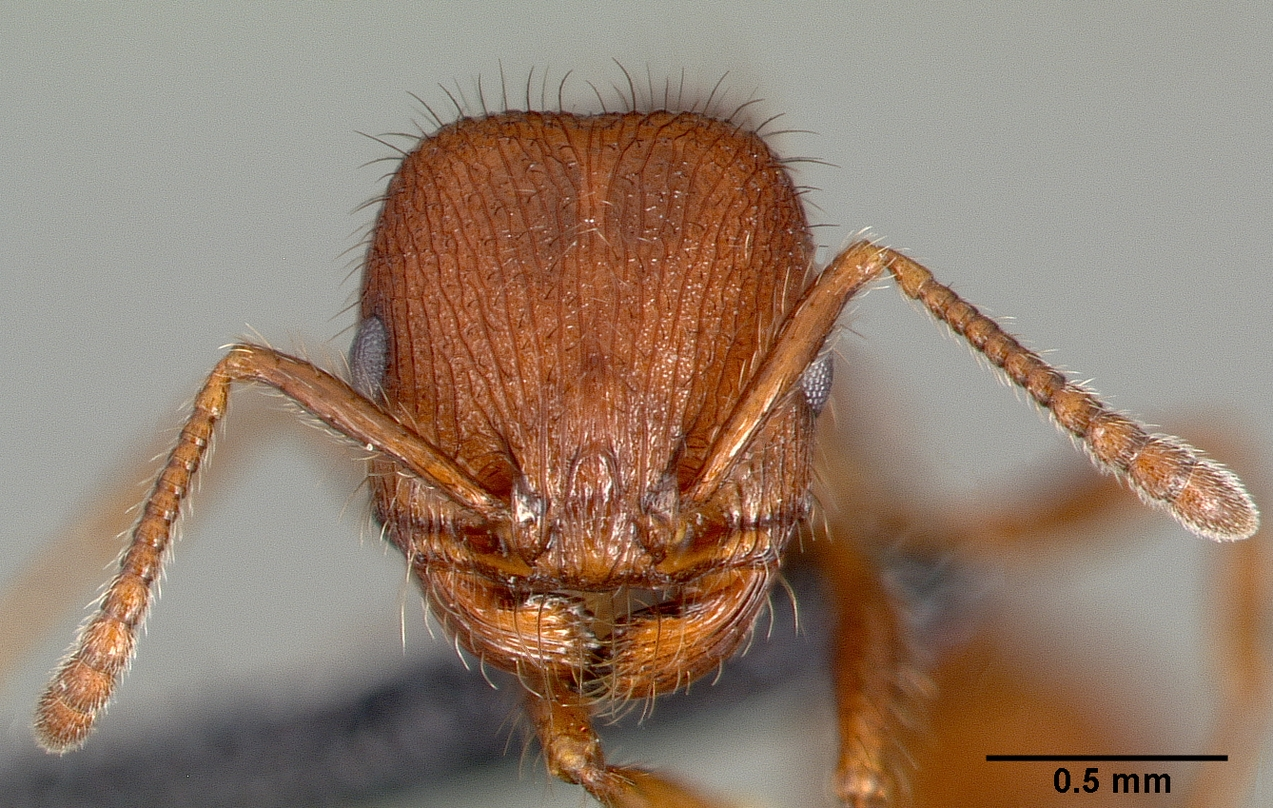
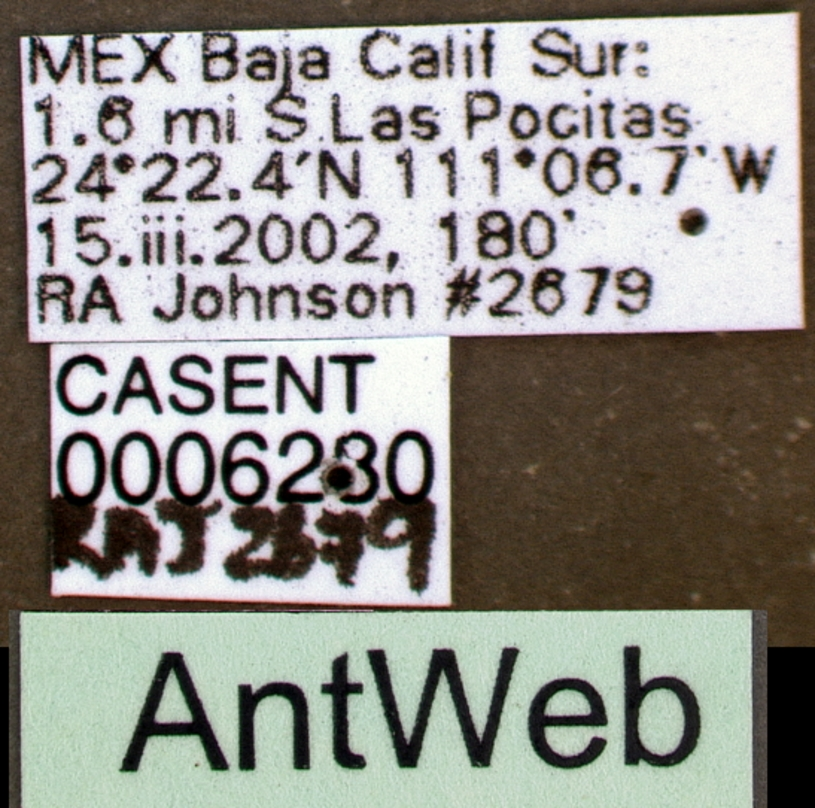
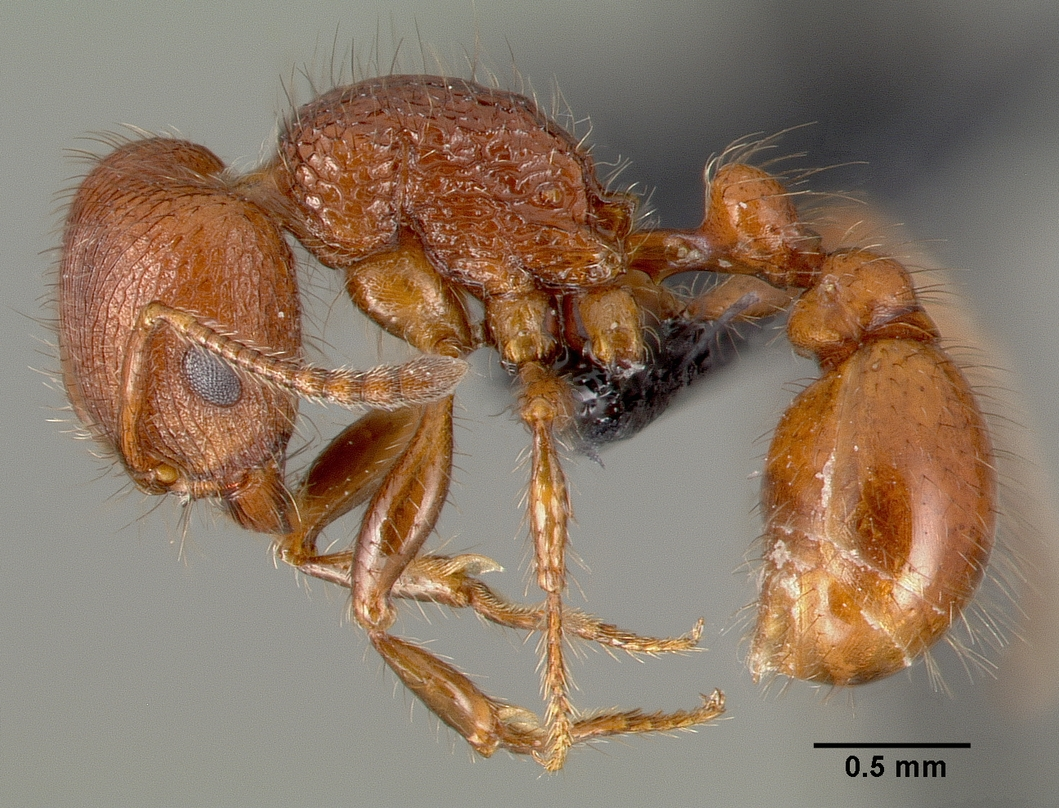